# Shannonomyia gracilior
Shannonomyia gracilior är en tvåvingeart som beskrevs av Alexander 1944. Shannonomyia gracilior ingår i släktet Shannonomyia och familjen småharkrankar. Inga underarter finns listade i Catalogue of Life.